# Grand Prix Belgii 2022
Grand Prix Belgii 2022, oficjalnie Formula 1 Rolex Belgian Grand Prix 2022 – trzynasta runda Mistrzostw Świata Formuły 1 w sezonie 2022. Grand Prix odbyło się w dniach 26–28 sierpnia 2022 na torze Circuit de Spa-Francorchamps w Stavelot. Wyścig wygrał Max Verstappen (Red Bull), a na podium stanęli kolejno Sergio Pérez (Red Bull) oraz po starcie z pole position Carlos Sainz Jr. (Ferrari).

## Lista startowa
Na niebieskim tle kierowcy biorący udział jedynie w piątkowych treningach.
| Nr          | Kierowca         | Zespół                                         | Samochód                          | Silnik                      | Opony |
| ----------- | ---------------- | ---------------------------------------------- | --------------------------------- | --------------------------- | ----- |
| 1           | Max Verstappen   | Oracle Red Bull Racing                         | Red Bull RB18                     | Red Bull RBPTH001 1,6 V6T   | P     |
| 3           | Daniel Ricciardo | McLaren F1 Team                                | McLaren MCL36                     | Mercedes-AMG F1 M13 1,6 V6T | P     |
| 4           | Lando Norris     | McLaren F1 Team                                | McLaren MCL36                     | Mercedes-AMG F1 M13 1,6 V6T | P     |
| 5           | Sebastian Vettel | Aston Martin Aramco Cognizant Formula One Team | Aston Martin AMR22                | Mercedes-AMG F1 M13 1,6 V6T | P     |
| 6           | Nicholas Latifi  | Williams Racing                                | Williams FW44                     | Mercedes-AMG F1 M13 1,6 V6T | P     |
| 10          | Pierre Gasly     | Scuderia AlphaTauri                            | AlphaTauri AT03                   | Red Bull RBPTH001 1,6 V6T   | P     |
| 11          | Sergio Pérez     | Oracle Red Bull Racing                         | Red Bull RB18                     | Red Bull RBPTH001 1,6 V6T   | P     |
| 14          | Fernando Alonso  | BWT Alpine F1 Team                             | Alpine A522                       | Renault E-Tech RE22 1,6 V6T | P     |
| 16          | Charles Leclerc  | Scuderia Ferrari                               | Ferrari F1-75                     | Ferrari 066/7 1,6 V6T       | P     |
| 18          | Lance Stroll     | Aston Martin Aramco Cognizant Formula One Team | Aston Martin AMR22                | Mercedes-AMG F1 M13 1,6 V6T | P     |
| 20          | Kevin Magnussen  | Haas F1 Team                                   | Haas VF-22                        | Ferrari 066/7 1,6 V6T       | P     |
| 22          | Yūki Tsunoda     | Scuderia AlphaTauri                            | AlphaTauri AT03                   | Red Bull RBPTH001 1,6 V6T   | P     |
| 23          | Alexander Albon  | Williams Racing                                | Williams FW44                     | Mercedes-AMG F1 M13 1,6 V6T | P     |
| 24          | Zhou Guanyu      | Alfa Romeo F1 Team ORLEN                       | Alfa Romeo C42                    | Ferrari 066/7 1,6 V6T       | P     |
| 31          | Esteban Ocon     | BWT Alpine F1 Team                             | Alpine A522                       | Renault E-Tech RE22 1,6 V6T | P     |
| 40          | Liam Lawson      | Scuderia AlphaTauri                            | AlphaTauri AT03                   | Red Bull RBPTH001 1,6 V6T   | P     |
| 44          | Lewis Hamilton   | Mercedes-AMG Petronas Formula One Team         | Mercedes-AMG F1 W13 E Performance | Mercedes-AMG F1 M13 1,6 V6T | P     |
| 47          | Mick Schumacher  | Haas F1 Team                                   | Haas VF-22                        | Ferrari 066/7 1,6 V6T       | P     |
| 55          | Carlos Sainz Jr. | Scuderia Ferrari                               | Ferrari F1-75                     | Ferrari 066/7 1,6 V6T       | P     |
| 63          | George Russell   | Mercedes-AMG Petronas Formula One Team         | Mercedes-AMG F1 W13 E Performance | Mercedes-AMG F1 M13 1,6 V6T | P     |
| 77          | Valtteri Bottas  | Alfa Romeo F1 Team ORLEN                       | Alfa Romeo C42                    | Ferrari 066/7 1,6 V6T       | P     |
| Źródło: FIA |                  |                                                |                                   |                             |       |

## Wyniki

### Zwycięzcy sesji treningowych
| Sesja       | Nr | Kierowca         | Konstruktor | Czas     | Okr. |
| ----------- | -- | ---------------- | ----------- | -------- | ---- |
| 1           | 55 | Carlos Sainz Jr. | Ferrari     | 1:46,538 | 16   |
| 2           | 1  | Max Verstappen   | Red Bull    | 1:45,507 | 20   |
| 3           | 11 | Sergio Pérez     | Red Bull    | 1:45,047 | 19   |
| Źródło: FIA |    |                  |             |          |      |

### Kwalifikacje
| P                    | Nr | Kierowca         | Konstruktor                  | Czasy w kwalifikacjach | Czasy w kwalifikacjach | Czasy w kwalifikacjach | Poz. s. |
| P                    | Nr | Kierowca         | Konstruktor                  | Q1                     | Q2                     | Q3                     | Poz. s. |
| -------------------- | -- | ---------------- | ---------------------------- | ---------------------- | ---------------------- | ---------------------- | ------- |
| 1                    | 1  | Max Verstappen   | Red Bull Racing-RBPT         | 1:44,581               | 1:44,723               | 1:43,665               | 14      |
| 2                    | 55 | Carlos Sainz Jr. | Ferrari                      | 1:45,050               | 1:45,418               | 1:44,297               | 1       |
| 3                    | 11 | Sergio Pérez     | Red Bull Racing-RBPT         | 1:45,377               | 1:44,794               | 1:44,462               | 2       |
| 4                    | 16 | Charles Leclerc  | Ferrari                      | 1:45,572               | 1:44,551               | 1:44,553               | 15      |
| 5                    | 31 | Esteban Ocon     | Alpine-Renault               | 1:46,039               | 1:45,475               | 1:45,180               | 16      |
| 6                    | 14 | Fernando Alonso  | Alpine-Renault               | 1:46,075               | 1:45,552               | 1:45,368               | 3       |
| 7                    | 44 | Lewis Hamilton   | Mercedes                     | 1:45,736               | 1:45,420               | 1:45,503               | 4       |
| 8                    | 63 | George Russell   | Mercedes                     | 1:45,650               | 1:45,461               | 1:45,776               | 5       |
| 9                    | 23 | Alexander Albon  | Williams-Mercedes            | 1:45,672               | 1:45,675               | 1:45,837               | 6       |
| 10                   | 4  | Lando Norris     | McLaren-Mercedes             | 1:45,745               | 1:45,603               | 1:46,178               | 17      |
| 11                   | 3  | Daniel Ricciardo | McLaren-Mercedes             | 1:46,212               | 1:45,767               |                        | 7       |
| 12                   | 10 | Pierre Gasly     | AlphaTauri-RBPT              | 1:46,183               | 1:45,827               |                        | 8       |
| 13                   | 24 | Zhou Guanyu      | Alfa Romeo-Ferrari           | 1:46,178               | 1:46,085               |                        | 18      |
| 14                   | 18 | Lance Stroll     | Aston Martin Aramco-Mercedes | 1:46,256               | 1:46,611               |                        | 9       |
| 15                   | 47 | Mick Schumacher  | Haas-Ferrari                 | 1:46,342               | 1:47,718               |                        | 19      |
| 16                   | 5  | Sebastian Vettel | Aston Martin Aramco-Mercedes | 1:46,344               |                        |                        | 10      |
| 17                   | 6  | Nicholas Latifi  | Williams-Mercedes            | 1:46,401               |                        |                        | 11      |
| 18                   | 20 | Kevin Magnussen  | Haas-Ferrari                 | 1:46,557               |                        |                        | 12      |
| 19                   | 22 | Yūki Tsunoda     | AlphaTauri-RBPT              | 1:46,692               |                        |                        | PL      |
| 20                   | 77 | Valtteri Bottas  | Alfa Romeo-Ferrari           | 1:47,866               |                        |                        | 13      |
| 107% czasu: 1:51,901 |    |                  |                              |                        |                        |                        |         |
| Źródło: FIA          |    |                  |                              |                        |                        |                        |         |

Uwagi
1. ↑  Max Verstappen otrzymał karę cofnięcia o 5 pozycji za nowy układ napędowy skrzyni biegów[6] oraz został zmuszony do startu z końca stawki za wymianę elementów jednostki napędowej ponad regulaminowy limit[7][8].
2. ↑  Charles Leclerc otrzymał karę cofnięcia o 10 pozycji za nowy układ napędowy i obudowę skrzyni biegów[9] oraz został zmuszony do startu z końca stawki za wymianę elementów jednostki napędowej ponad regulaminowy limit[10]([11][12])[13].
3. ↑  Esteban Ocon został zmuszony do startu z końca stawki za wymianę elementów jednostki napędowej ponad regulaminowy limit[14].
4. ↑  Lando Norris został zmuszony do startu z końca stawki za wymianę elementów jednostki napędowej ponad regulaminowy limit[15].
5. ↑  Zhou Guanyu otrzymał karę cofnięcia o 10 pozycji za nowy układ napędowy i obudowę skrzyni biegów[16] oraz został zmuszony do startu z końca stawki za wymianę elementów jednostki napędowej ponad regulaminowy limit[17].
6. ↑  Mick Schumacher otrzymał 2 kary cofnięcia o 10 pozycji za nowy układ napędowy i obudowę skrzyni biegów oraz za przekroczenie limitu jednostek sterujących elektroniką[18][19] oraz został zmuszony do startu z końca stawki za wymianę elementów jednostki napędowej ponad regulaminowy limit[20].
7. ↑  Yūki Tsunoda został zmuszony do startu z alei serwisowej za wymianę elementów jednostki napędowej podczas parku zamkniętego[21].
8. ↑  Valtteri Bottas otrzymał karę cofnięcia o 15 pozycji za nowe trzy elementy jednostki napędowej[22] oraz karę cofnięcia o 5 pozycji za nową obudowę skrzyni biegów[23].

### Wyścig
| P           | Nr | Kierowca         | Konstruktor                  | Okr. | Czas                       | Start | +/–       | Punkty |
| ----------- | -- | ---------------- | ---------------------------- | ---- | -------------------------- | ----- | --------- | ------ |
| 1           | 1  | Max Verstappen   | Red Bull Racing-RBPT         | 44   | 1:25:52,894                | 14    | 13        | 25+1   |
| 2           | 11 | Sergio Pérez     | Red Bull Racing-RBPT         | 44   | +17,841                    | 2     | Bez zmian | 18     |
| 3           | 55 | Carlos Sainz Jr. | Ferrari                      | 44   | +26,886                    | 1     | 2         | 15     |
| 4           | 63 | George Russell   | Mercedes                     | 44   | +29,140                    | 5     | 1         | 12     |
| 5           | 14 | Fernando Alonso  | Alpine-Renault               | 44   | +1:13,256                  | 3     | 2         | 10     |
| 6           | 16 | Charles Leclerc  | Ferrari                      | 44   | +1:14,936                  | 15    | 9         | 8      |
| 7           | 31 | Esteban Ocon     | Alpine-Renault               | 44   | +1:15,640                  | 16    | 9         | 6      |
| 8           | 5  | Sebastian Vettel | Aston Martin Aramco-Mercedes | 44   | +1:18,107                  | 10    | 2         | 4      |
| 9           | 10 | Pierre Gasly     | AlphaTauri-RBPT              | 44   | +1:32,181                  | 8     | 1         | 2      |
| 10          | 23 | Alexander Albon  | Williams-Mercedes            | 44   | +1:41,900                  | 6     | 4         | 1      |
| 11          | 18 | Lance Stroll     | Aston Martin Aramco-Mercedes | 44   | +1:43,078                  | 9     | 2         |        |
| 12          | 4  | Lando Norris     | McLaren-Mercedes             | 44   | +1:44,739                  | 17    | 5         |        |
| 13          | 22 | Yūki Tsunoda     | AlphaTauri-RBPT              | 44   | +1:45,217                  | PL    | 7         |        |
| 14          | 24 | Zhou Guanyu      | Alfa Romeo-Ferrari           | 44   | +1:46,258                  | 18    | 4         |        |
| 15          | 3  | Daniel Ricciardo | McLaren-Mercedes             | 44   | +1:47,163                  | 7     | 8         |        |
| 16          | 20 | Kevin Magnussen  | Haas-Ferrari                 | 43   | +1 okrążenie               | 12    | 4         |        |
| 17          | 47 | Mick Schumacher  | Haas-Ferrari                 | 43   | +1 okrążenie               | 19    | 2         |        |
| 18          | 6  | Nicholas Latifi  | Williams-Mercedes            | 44   | +1 okrążenie               | 11    | 7         |        |
| NS          | 77 | Valtteri Bottas  | Alfa Romeo-Ferrari           | 1    | NU (wypadek)               | 13    |           |        |
| NS          | 44 | Lewis Hamilton   | Mercedes                     | 0    | NU (uszkodzenia kolizyjne) | 4     |           |        |
| Źródło: FIA |    |                  |                              |      |                            |       |           |        |

Uwagi
1. ↑  Dodatkowy 1 punkt jest przyznawany kierowcy, który ustanowił najszybsze okrążenie w wyścigu, pod warunkiem, że ukończył wyścig w pierwszej 10.
2. ↑  Charles Leclerc ukończył wyścig na piątym miejscu, ale otrzymał karę 5 sekund doliczonych do uzyskanego czasu za przekroczenie prędkości w alei serwisowej[26].

### Najszybsze okrążenie
| Nr          | Kierowca       | Konstruktor | Czas     | Okr. |
| ----------- | -------------- | ----------- | -------- | ---- |
| 1           | Max Verstappen | Red Bull    | 1:49,354 | 32   |
| Źródło: FIA |                |             |          |      |

### Prowadzenie w wyścigu
| Nr                              | Kierowca         | Konstruktor | Okrążenia    | Suma |
| ------------------------------- | ---------------- | ----------- | ------------ | ---- |
| 55                              | Carlos Sainz Jr. | Ferrari     | 1–10, 16–17  | 12   |
| 11                              | Sergio Pérez     | Red Bull    | 11           | 1    |
| 1                               | Max Verstappen   | Red Bull    | 12–15, 18–44 | 31   |
| \| Wykres \| \| ------ \| \| \| |                  |             |              |      |
| Źródło: FIA                     |                  |             |              |      |
| Wykres                          |                  |             |              |      |
|                                 |                  |             |              |      |

## Klasyfikacja po wyścigu

### Kierowcy
Źródło: FIA
| P  | +/− | Kierowca         | Starty | Punkty | P1 | P2 | P3 | PP | NO | NS |
| -- | --- | ---------------- | ------ | ------ | -- | -- | -- | -- | -- | -- |
| 1  | 0   | Max Verstappen   | 14     | 284    | 9  | 1  | 1  | 3  | 4  | 1  |
| 2  | +1  | Sergio Pérez     | 14     | 191    | 1  | 6  | –  | 1  | 2  | 2  |
| 3  | −1  | Charles Leclerc  | 14     | 186    | 3  | 2  | –  | 7  | 3  | 3  |
| 4  | +1  | Carlos Sainz Jr. | 14     | 171    | 1  | 3  | 3  | 2  | 2  | 4  |
| 5  | −1  | George Russell   | 14     | 170    | –  | –  | 5  | 1  | –  | 1  |
| 6  | 0   | Lewis Hamilton   | 14     | 146    | –  | 2  | 4  | –  | 2  | 1  |
| 7  | 0   | Lando Norris     | 14     | 76     | –  | –  | 1  | –  | 1  | 1  |
| 8  | 0   | Esteban Ocon     | 14     | 64     | –  | –  | –  | –  | –  | 1  |
| 9  | +1  | Fernando Alonso  | 14     | 51     | –  | –  | –  | –  | –  | 2  |
| 10 | −1  | Valtteri Bottas  | 14     | 46     | –  | –  | –  | –  | –  | 3  |
| 11 | 0   | Kevin Magnussen  | 14     | 22     | –  | –  | –  | –  | –  | 3  |
| 12 | +2  | Sebastian Vettel | 12     | 20     | –  | –  | –  | –  | –  | 1  |
| 13 | −1  | Daniel Ricciardo | 14     | 19     | –  | –  | –  | –  | –  | 1  |
| 14 | −1  | Pierre Gasly     | 14     | 18     | –  | –  | –  | –  | –  | 3  |
| 15 | 0   | Mick Schumacher  | 14     | 12     | –  | –  | –  | –  | –  | 3  |
| 16 | 0   | Yūki Tsunoda     | 14     | 11     | –  | –  | –  | –  | –  | 3  |
| 17 | 0   | Zhou Guanyu      | 14     | 5      | –  | –  | –  | –  | –  | 4  |
| 18 | +1  | Alexander Albon  | 14     | 4      | –  | –  | –  | –  | –  | 1  |
| 19 | −1  | Lance Stroll     | 14     | 4      | –  | –  | –  | –  | –  | –  |
| 20 | 0   | Nicholas Latifi  | 14     | 0      | –  | –  | –  | –  | –  | 4  |
| 21 | 0   | Nico Hülkenberg  | 2      | 0      | –  | –  | –  | –  | –  | –  |
| P  | +/− | Kierowca         | Starty | Punkty | P1 | P2 | P3 | PP | NO | NS |

### Konstruktorzy
Źródło: FIA
| P  | +/− | Konstruktor                  | Starty | Punkty | P1 | P2 | P3 | PP | NO | NS |
| -- | --- | ---------------------------- | ------ | ------ | -- | -- | -- | -- | -- | -- |
| 1  | 0   | Red Bull Racing-RBPT         | 28     | 475    | 10 | 7  | 1  | 5  | 6  | 3  |
| 2  | 0   | Ferrari                      | 28     | 357    | 4  | 5  | 3  | 8  | 5  | 7  |
| 3  | 0   | Mercedes                     | 28     | 316    | –  | 2  | 9  | 1  | 2  | 2  |
| 4  | 0   | Alpine-Renault               | 28     | 115    | –  | –  | –  | –  | –  | 3  |
| 5  | 0   | McLaren-Mercedes             | 28     | 95     | –  | –  | 1  | –  | 1  | 2  |
| 6  | 0   | Alfa Romeo Racing-Ferrari    | 28     | 51     | –  | –  | –  | –  | –  | 7  |
| 7  | 0   | Haas-Ferrari                 | 28     | 34     | –  | –  | –  | –  | –  | 6  |
| 8  | 0   | Scuderia AlphaTauri-RBPT     | 28     | 29     | –  | –  | –  | –  | –  | 6  |
| 9  | 0   | Aston Martin Aramco-Mercedes | 28     | 24     | –  | –  | –  | –  | –  | 1  |
| 10 | 0   | Williams-Mercedes            | 28     | 4      | –  | –  | –  | –  | –  | 5  |
| P  | +/− | Konstruktor                  | Starty | Punkty | P1 | P2 | P3 | PP | NO | NS |